# 哈特菲爾德 (加利福尼亞州-俄勒岡州)
哈特菲爾德（英語：Hatfield）是位於美國加利福尼亞州錫斯基尤縣與俄勒岡州克拉馬斯縣的一個非建制地區。該地的面積和人口皆未知。

## 地理
哈特菲爾德的座標為41°59′53″N 122°21′10″W / 41.99806°N 122.35278°W，而該地的平均海拔高度為1239米（即4065英尺）。